# ヨヴァン・ヨヴァノヴィチ (スーパーセンテナリアン)
ヨヴァン・ヨヴァノヴィチ（Jovan Jovanović、1906年9月16日 - 2016年10月1日）は、ボスニア・ヘルツェゴビナのスーパーセンテナリアン。同国内の最高齢記録を保持している長寿の男性。セルビア人男性としても最高齢記録を保持している。ヨヴォ・ヨヴァノヴィチ（Jovo Jovanović）と書かれる場合もある。

## 略歴
1906年、モンテネグロ公国(現モンテネグロ)のヴィルパザールの貧しい家庭に生まれる。父親は第一次バルカン戦争の時にアメリカから来たが、第一次世界大戦中に姿を消した。幼い頃より学校教育に興味を持っていたという。1934年にセルビアのベオグラード(当時のユーゴスラビア王国)で文学とロシア語を学び、ベラネの体育館で働いた。1943年に結婚し、ボスニアに引っ越した。二人に子供はいなかった。第二次世界大戦中はポドゴリツァに暮らしていたが、戦争中に妹は殺害された。戦後はフォチャのギムナジウムの校長となり、並行しロシア語と哲学の教授として働いた。戦後まもなくして逮捕されたが、出獄後にプリェヴリャの体育館で働き、その後はまたフォチャとサラエヴォで働いた。1957年からはサラエヴォの大学図書館で定年まで働いた。キリスト教哲学、地理学、歴史学、教育学などにおいて、人生の間に200を超える論文を出版したという。ボスニア・ヘルツェゴビナ紛争の発生時にアパートが取り壊され避難所生活を余儀なくされたが、1993年の砲撃で足に重傷を負ったが、生き延びたという。晩年はペータル2世ペトロヴィッチ・ニェゴシュの詩と戯曲、Gorski vijenacについて研究していたが、1996年にサラエヴォの老年学センターに移り住んだ。
2016年9月に110歳の誕生日を迎え、同年10月1日に死去。110歳15日没。